# Ixtayuca
Ixtayuca är en ort i Mexiko.   Den ligger i kommunen Coscomatepec och delstaten Veracruz, i den sydöstra delen av landet, 220 km öster om huvudstaden Mexico City. Ixtayuca ligger 1 746 meter över havet och antalet invånare är 819.
Terrängen runt Ixtayuca är bergig, och sluttar österut. Runt Ixtayuca är det tätbefolkat, med 331 invånare per kvadratkilometer. Närmaste större samhälle är Heroica Coscomatepec de Bravo, 3,5 km öster om Ixtayuca. Omgivningarna runt Ixtayuca är en mosaik av jordbruksmark och naturlig växtlighet.